# La Juderia

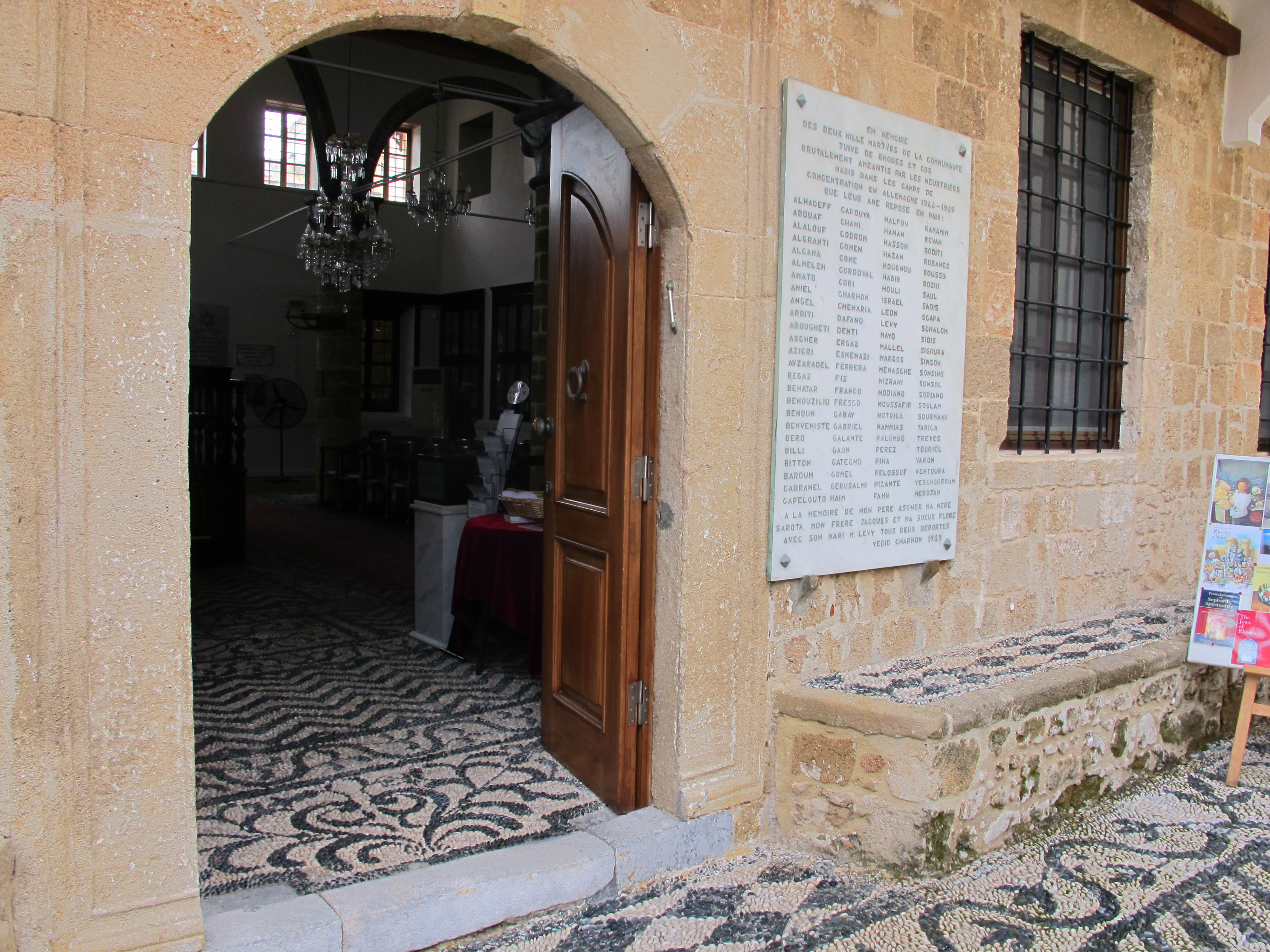
Eingang zur Kahal-Shalom-Synagoge in der Altstadt von Rhodos. Heutiger Kern der ehemaligen Juderia

La Juderia ist der Name des ehemaligen Judenviertels der Stadt Rhodos in Griechenland. Es liegt im Ostteil der befestigten Altstadt, die seit 1988 zum UNESCO-Welterbe gehört.

## Name und Kennzeichnung
Die Judería trägt diese spanische Bezeichnung, da sich ab 1523 vor allem sephardische Juden aus Spanien in der damals osmanisch gewordenen Stadt ansiedelten, nachdem die Johanniter 1522 in der Regierungszeit von Sultan Süleyman I. erfolgreich belagert und besiegt worden waren und die Insel verlassen hatten. Das Ende des Judenviertels kam erst am Ende des Zweiten Weltkriegs nach der deutschen Okkupation der Insel 1943. Die Juden wurden größtenteils deportiert und in Vernichtungslagern getötet. Das Viertel selbst wurde durch die Bombardierungen schwer beschädigt. Aus diesem Grund lassen sich nur noch wenige Spuren des Judenviertels und ehemaligen jüdischen Lebens finden. Ein zentraler Fixpunkt in diesem Quartier, das im südöstlichen Teil der befestigten Altstadt liegt, ist die einzige noch bestehende Synagoge, die Kahal-Shalom-Synagoge, mit dem im Gebäudekomplex befindlichen Jüdischen Museum Rhodos. Weiterhin ist der Alhadef-Park eine Erinnerung an die Stiftung dieser öffentlichen Grünanlage durch einen reichen jüdischen Bankier in der Vorkriegszeit.

## Geschichte des Judenviertels
Es gab seit der römischen Zeit Juden auf der Insel und somit vor allem in der Stadt Rhodos. Im 12. Jahrhundert n. Chr. berichtete Rabbi Benjamin von Tudela, Spanien, über seine Reise nach Jerusalem und die vielen jüdischen Gemeinden im Mittelmeerraum. Dabei erwähnte er, dass es 400 Juden auf Rhodos unter der Autorität der Rabbis Hananael und Elijah gab. Man kann vermuten, dass in der Stadt Rhodos die griechischsprachigen Juden – damals also noch Romanioten – schon in einem Viertel zusammenlebten.

### Das Judenviertel in der Johanniterzeit
Während der Herrschaft der Johanniter von 1309–1522 wurden die Juden auf das östliche Viertel der befestigten Altstadt beschränkt. In diesem Quartier, das wohl ungefähr der späteren Juderia entsprach, lebten sie weitere Jahrhunderte bis 1502, als der Großmeister Pierre d’Aubusson alle Juden aus Rhodos vertreiben ließ und Zwangstaufen für deren Kinder anordnete. Im Zeitraum bis 1523 scheinen darauf fast alle Juden Rhodos verlassen zu haben. Die Belagerung von Rhodos (1522) und der Abzug des Kreuzritterordens 1523 waren eine zweite Katastrophe für die Stadt und das Judenviertel nach der 1480 erfolgten vergeblichen Belagerung, die schon so viel Zerstörung gebracht hatte.

### Das Judenviertel in der Zeit des Osmanischen Reichs

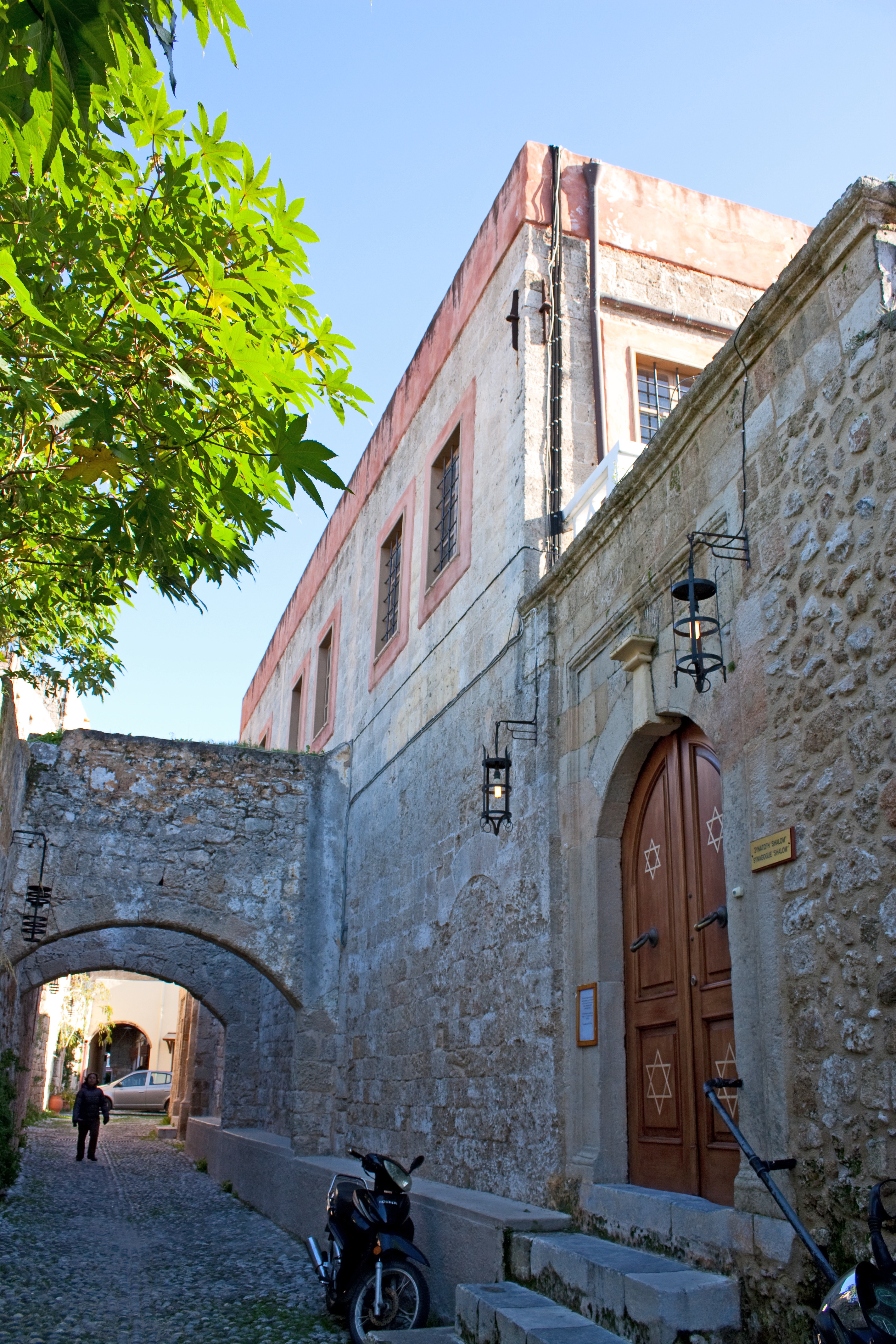
Der Eingang zur Kahal-Shalom-Synagoge aus dem 16. Jahrhundert

Unter der Herrschaft des Sultans Süleyman I. begann eine neue glückliche Epoche für die rhodischen Juden. Die wenigen Juden, die es in der Stadt noch gab, jubelten über den Sieg der Osmanen; viele Geflüchtete kamen aus der Türkei zurück. Bald wurde Rhodos „Klein Jerusalem“ genannt.
Denn wirtschaftliche und gesellschaftliche Vorrechte lockten in großer Zahl Sepharden an. Sie durften gemäß dem Millet-System ihre Religion frei ausüben und eigene Schulen einrichten. Sie genossen Autonomie- und Selbstverwaltungsrechte und eine Reihe von wirtschaftlichen und finanziellen Vorrechten.
Das Verhältnis zwischen den wenigen Romanioten und den an Zahl zunehmenden Sepharden war anfangs angespannt, da sie sich nicht nur in der Sprache, in Sitten und Gebräuchen, sondern auch im religiösen Ritual unterschieden. Aber nach kurzer Zeit hatten die Sepharden die wenigen Anderen assimiliert, das Judenviertel von Rhodos war eine sephardische Gemeinde geworden, die mehrere Jahrhunderte relativ ungestört existieren konnte und in der Judenspanisch gesprochen wurde.

### Das Ende des Judenviertels in der Zeit der italienischen Herrschaft und der deutschen Okkupation

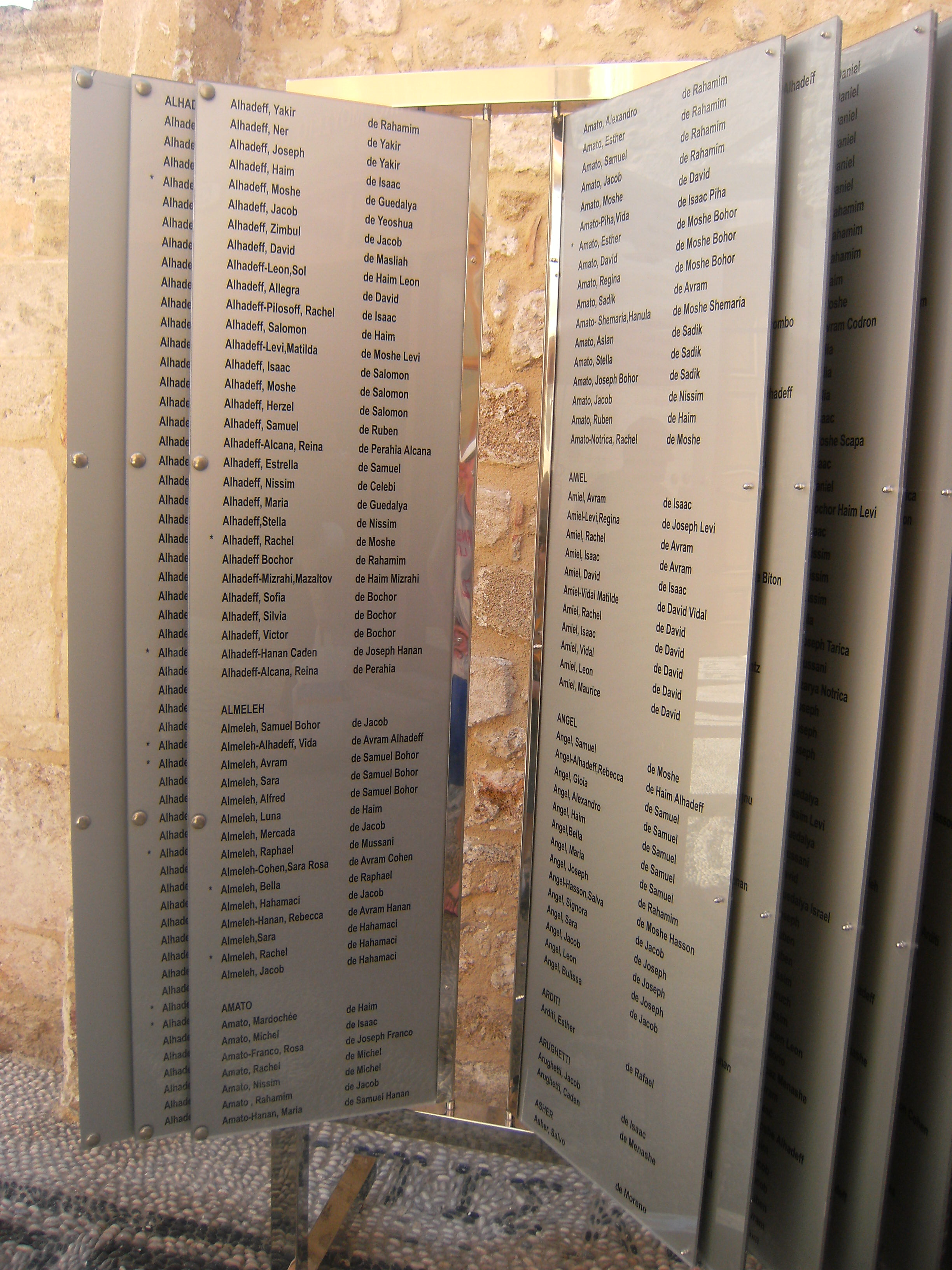
Die Tafeln mit den rhodischen Opfern des Holocausts

Zu Beginn des 20. Jahrhunderts verließen viele junge Juden – manche mit ihren Familien – die Insel, weil sie den ärmlichen und unsicheren Verhältnissen im Osmanischen Reich entfliehen wollten, die sich im 19. Jahrhundert entwickelt hatten. Die meisten emigrierten in die Vereinigten Staaten von Amerika und zogen darauf weitere Gemeindemitglieder nach.
Als 1912 die Inselgruppe Dodekanes im Italienisch-Türkischen Krieg von Italien besetzt und 1923 annektiert worden waren, wanderten weitere aus, auch wenn die faschistischen Rassegesetze erst 1937 griffen. Die jüdische Bevölkerung in den frühen 1920er Jahren erreichte sogar ihre größte Zahl mit ungefähr 4.500 Menschen, besonders weil es ab 1923 eine Verdrängung aus den durch die Türken besetzten Gebieten von Smyrna und Teilen Anatoliens gab. Ende 1936 übernahm mit Cesare Maria De Vecchi ein Erzfaschist das Amt des Gouverneurs der Inseln der Dodekanes und veranlasste viele antijüdische Maßnahmen und Gesetze.
Als mit dem Sturz Mussolinis am 24. Juli 1943 die Sorgen der rhodesischen Juden zu enden schienen, eroberten die deutschen Truppen die Insel. Im Juli 1944 wurden die Juden mit Schiffen nach Athen ins dortige Konzentrationslager Chaidari und im August per Eisenbahntransport ins Vernichtungslager Auschwitz gebracht. Von den deportieren Juden aus Rhodos überlebten nur 151. Vorher waren vom türkischen Konsul Selahattin Ülkümen rund 40 Juden gerettet worden, indem er ihnen die türkische Staatsbürgerschaft verschaffte.
Am Ende des Zweiten Weltkriegs war auch das Judenviertel durch die alliierten Bombenabwürfe auf den Hafen stark in Mitleidenschaft gezogen worden. Durch solche Abwürfe kamen sogar einige Juden um, da sie nicht die Schutzräume betreten durften.

### Heutiger Zustand nach Judenvernichtung und Bombardierung

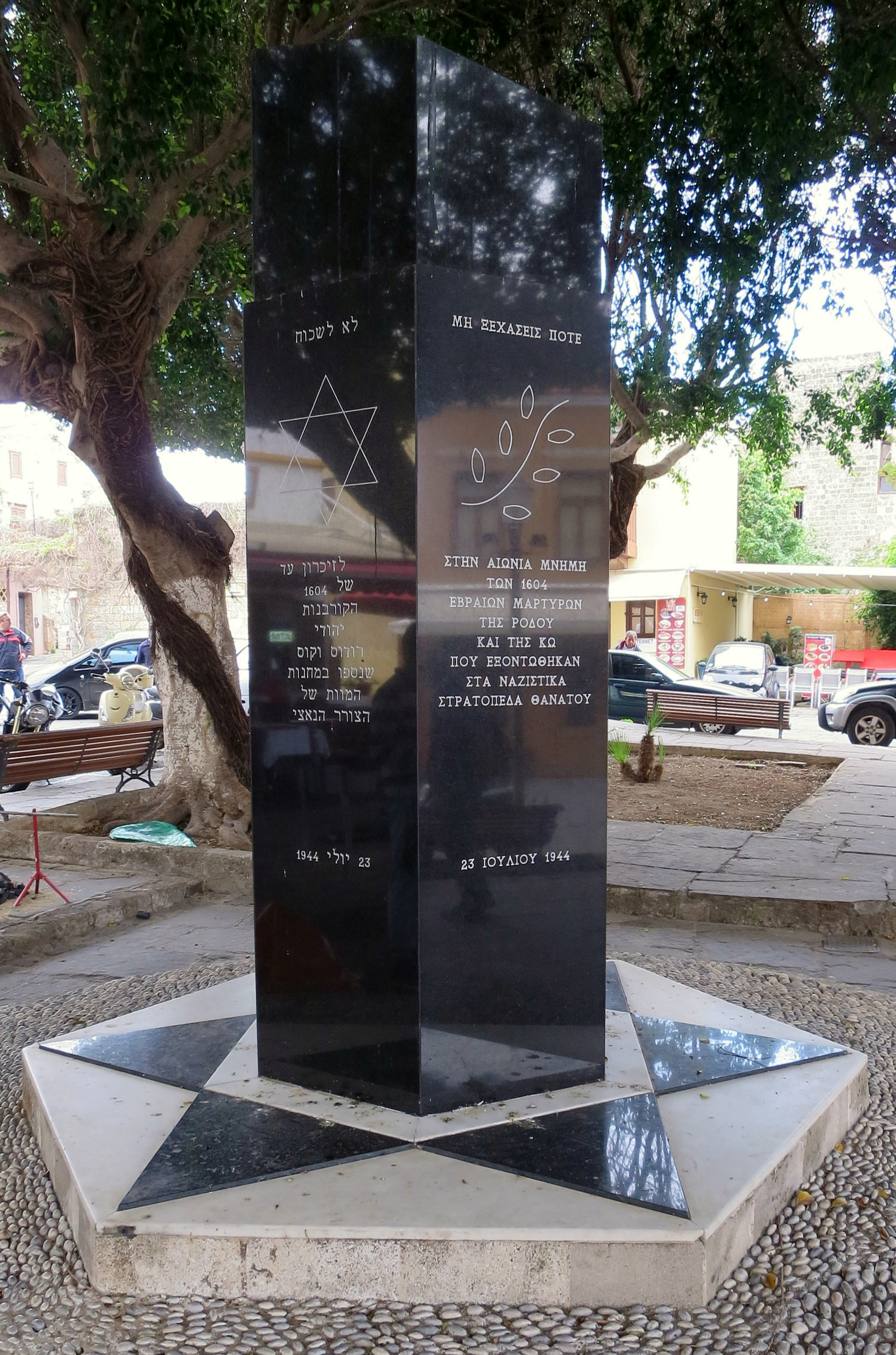
Denkmal für die rhodischen Opfer des Holocaust

Als nach der britischen Besatzungsherrschaft die Insel am 31. März 1947 in griechischen Besitz überging, waren in der Zwischenzeit nur wenige überlebende Juden nach Rhodos und damit in die Juderia zurückgekehrt. Im März 1946 waren es ungefähr 50. Trotz der Unterstützung durch das Ausland gelang es nicht, die jüdische Gemeinde in Rhodos wieder aufzubauen. Allmählich verließen die meisten Juden die Stadt, in der nur noch eine Handvoll zurückblieben.
Es gibt eine Reihe von Denkmälern, die im Judenviertel oder im Neuen Jüdischen Friedhof an den Holocaust erinnern. Einige Gebäude – vor allem der Komplex der Kahal-Shalom-Synagoge mit Museum – sind erhalten geblieben. Von anderen gibt es nur noch die Ruinen oder Grundmauern; oder Gedenktafeln und Plaketten erinnern an ihre frühere Bestimmung als jüdische Wohn- oder Schulgebäude.

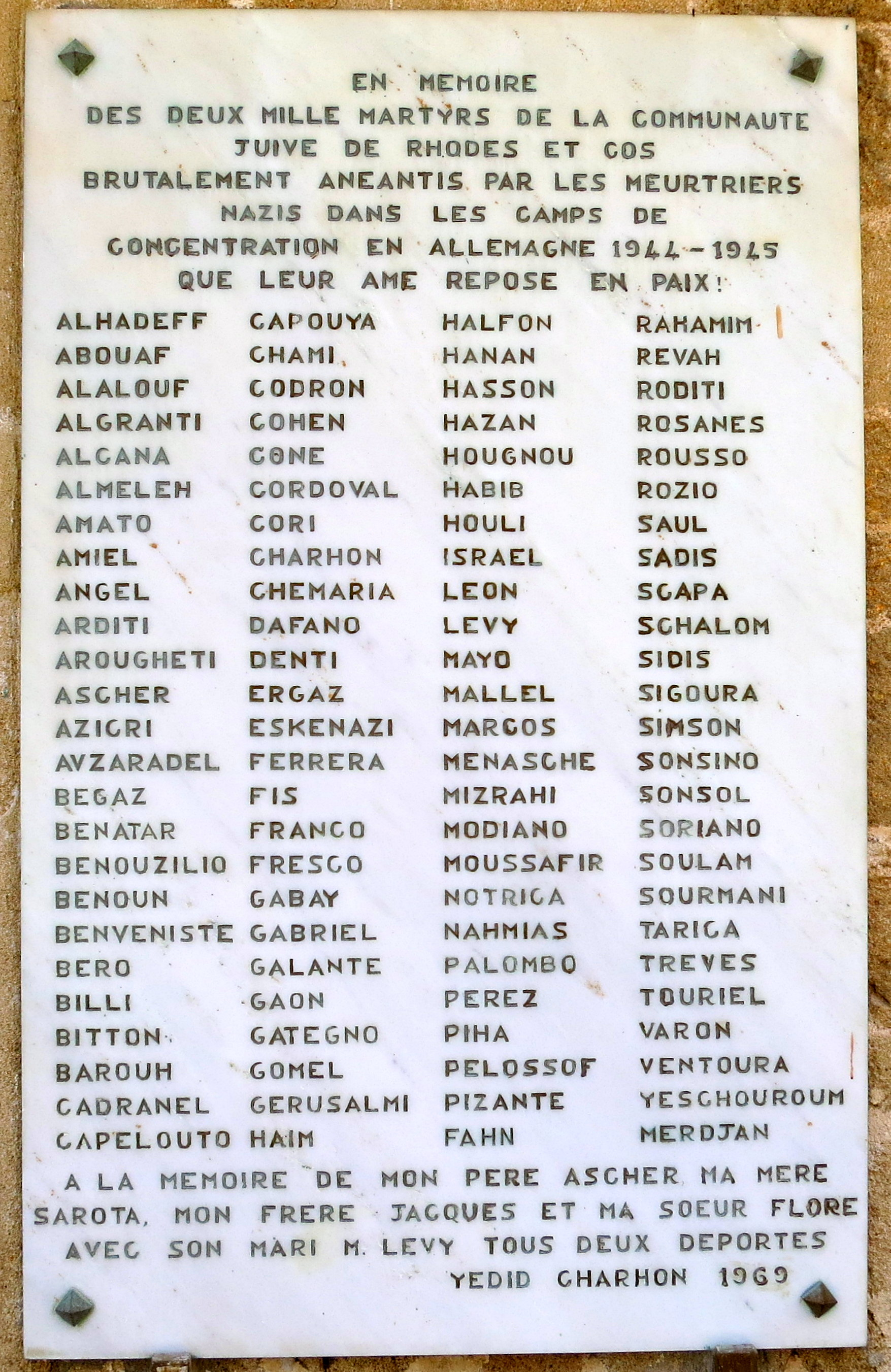
Gedenktafel am Eingang der Synagoge für die ermordeten Familien der Juderia
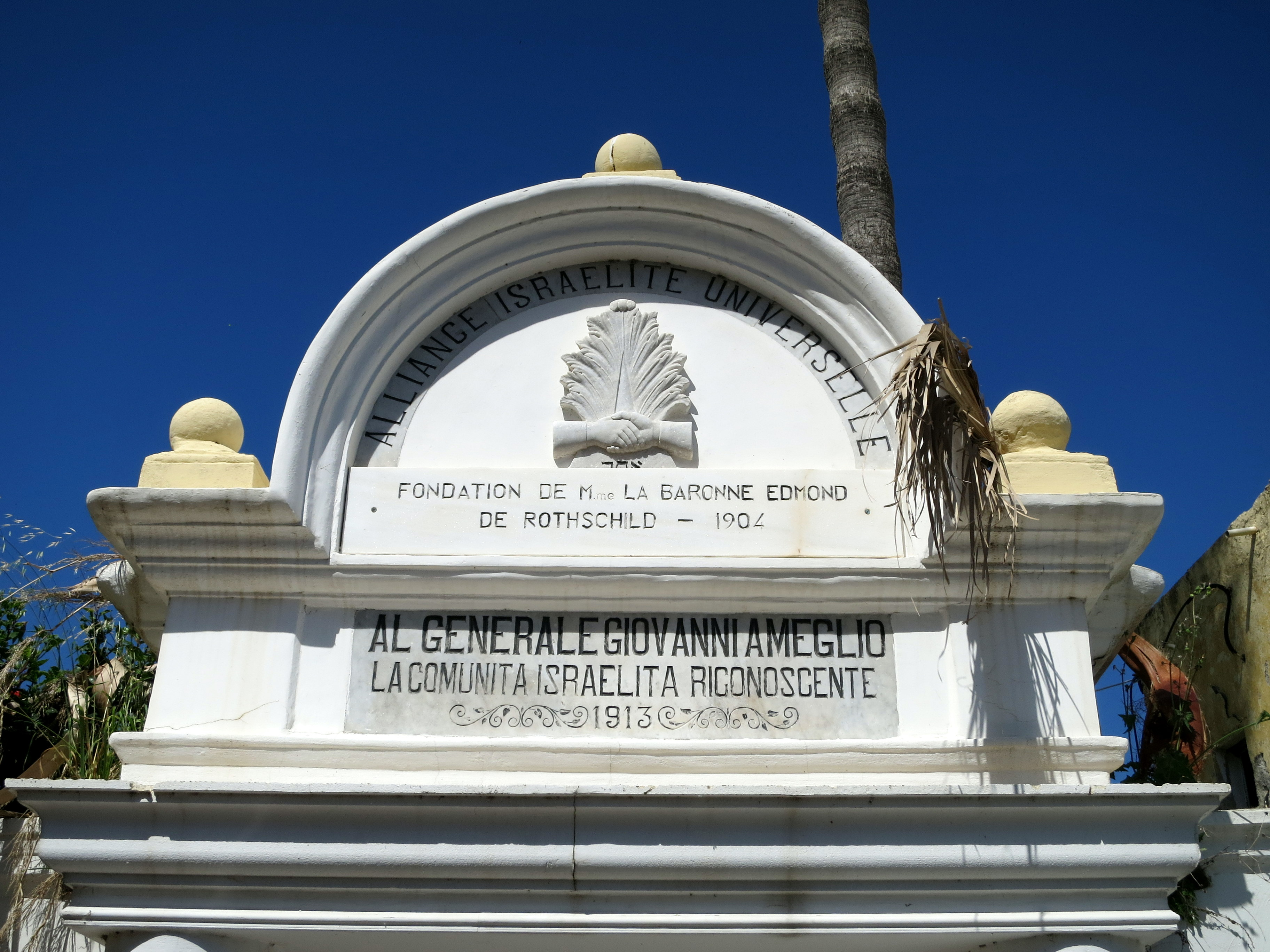
Widmung am Brunnen vor der ehemaligen Schule des AIU
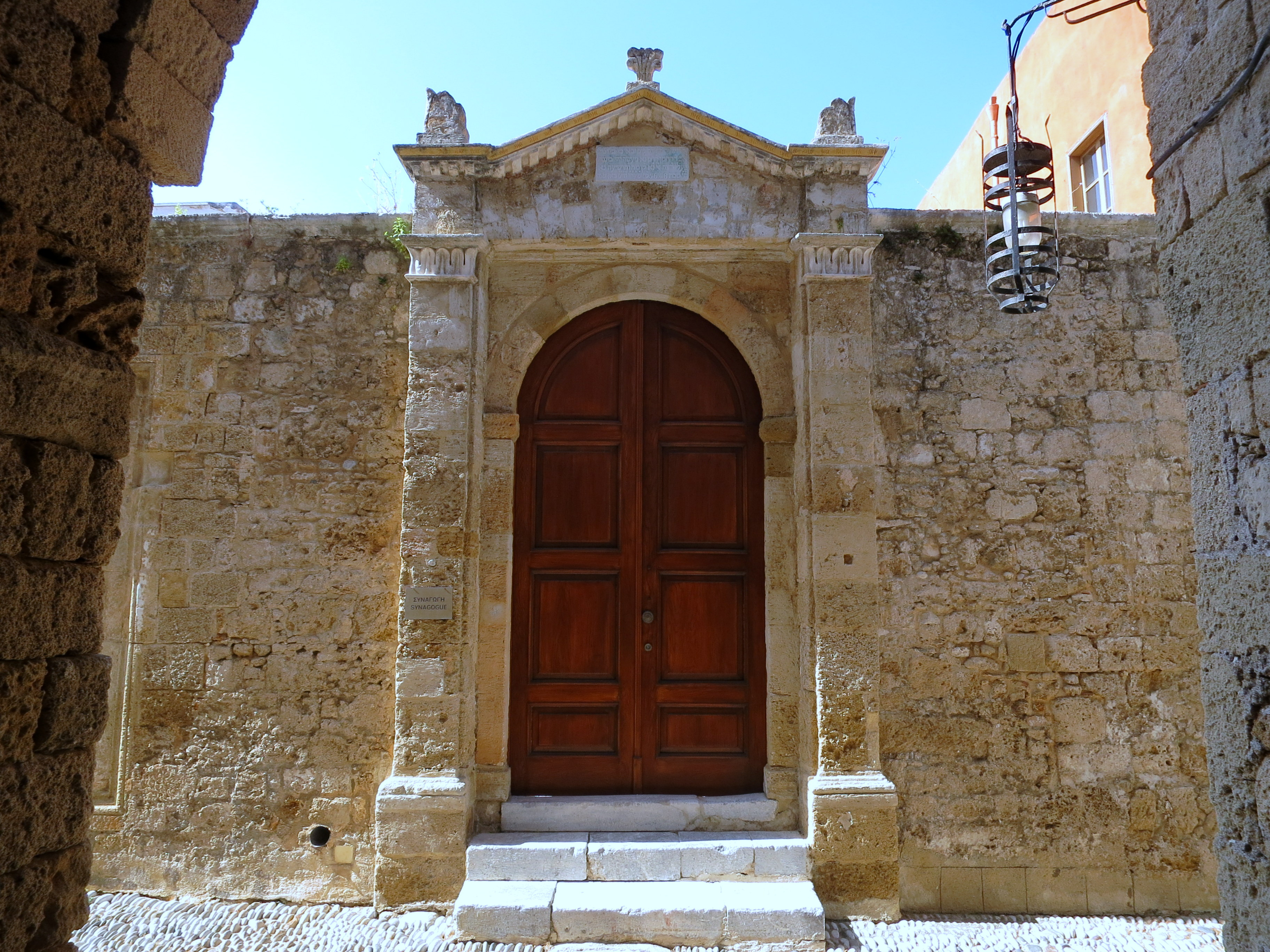
Eingang zur Kahal-Shalom-Synagoge mit Museum
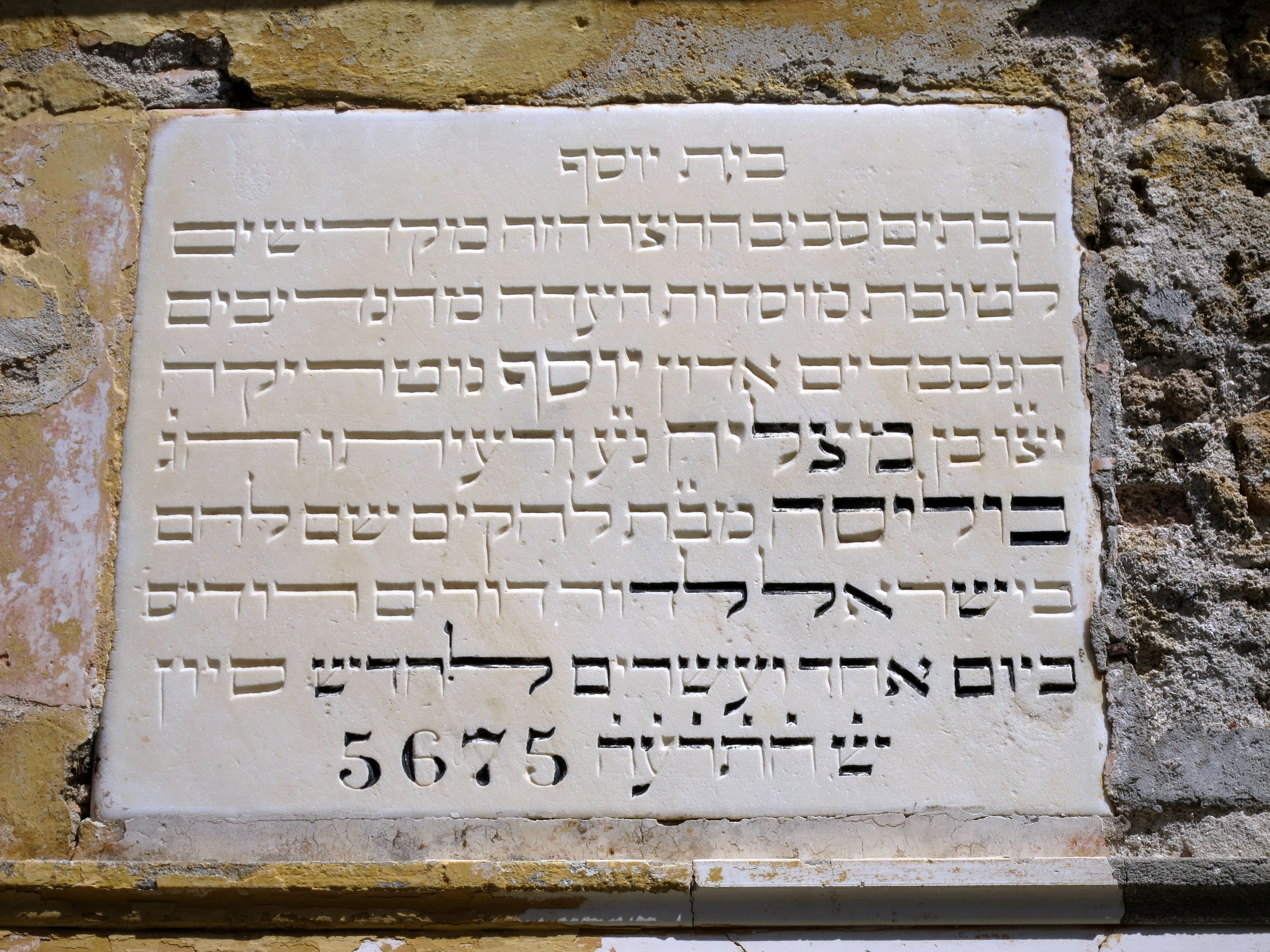
Gedenktafel im jüdischen Viertel
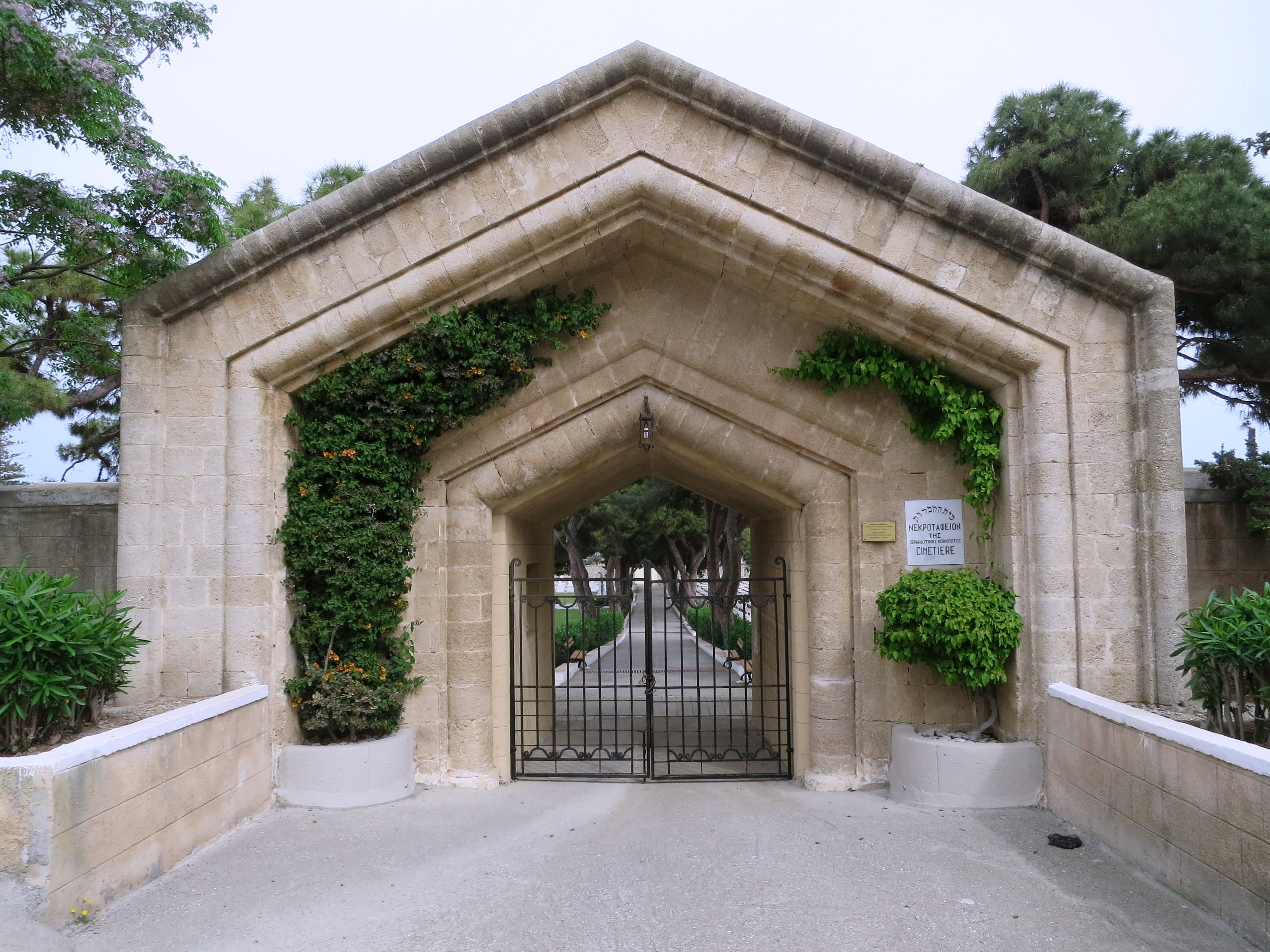
Eingangstor zum neuen jüdischen Friedhof
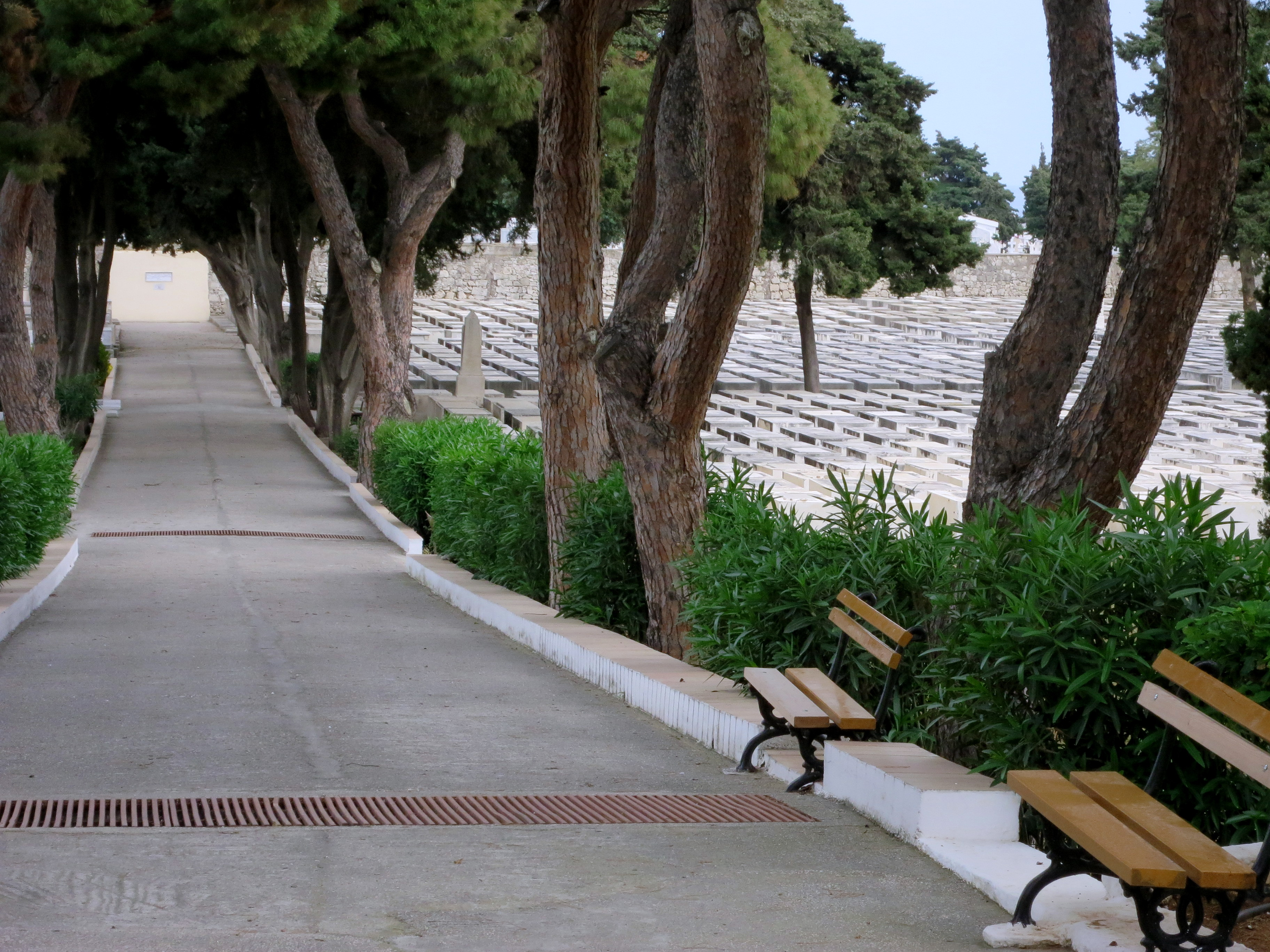
Blick auf den Hauptweg des neuen jüdischen Friedhofs

Im Viertel La Juderia selbst gibt es außer der Kahal-Shalom-Synagoge mit dem dort integrierten Jüdischen Museum nur an wenigen Stellen Überreste oder Gedenktafeln, die an das ehemalige Judenviertel erinnern. Das jüngste Mahnmal ist das in sechs Sprachen mahnende Holocaust-Denkmal auf dem Platz der jüdischen Märtyrer, das erst 2002 eingeweiht wurde.